# Pieter Gerkens
Pieter Gerkens (ur. 13 sierpnia 1995 w Bilzen, Belgia) – belgijski piłkarz występujący na pozycji pomocnika w Royal Antwerp FC. Młodzieżowy reprezentant Belgii.

## Kariera
Gerkens jest wychowankiem KRC Genk. Do pierwszej drużyny został włączony w 2013 roku. Jego debiutem w najwyższej klasie rozgrywkowej w Belgii było spotkanie rozegrane 1 grudnia 2013 roku przeciwko OH Leuven. Mecz zakończył się wygraną Genku 3:0, a Gerkens wszedł na boisko na ostatnie 4 minuty. W całym sezonie 13/14 zaliczył 13 spotkań, strzelając jedną bramkę. Jego klub zakończył ten sezon na 6. miejscu  w lidze. Także w tym sezonie grał ze swoją drużyną w Lidze Europy, tam oni jednak odpadli w 1/16 finału z Anży Machaczkałą. Gerkens rozegrał dwa mecze grupowe. W sezonie 2014/2015 rozegrał w lidze w barwach Genku 19 spotkań i strzelając 1 bramkę. Genk zajęło na koniec sezonu 7. pozycję w lidze. W sezonie 2015/2016 w Genku rozegrał tylko dwa spotkania ligowe, po czym w styczniu 2016 roku przeniósł się do Sint-Truidense VV. Po transferze rozegrał w tym zespole 12 spotkań, zdobywając dwie bramki. Sint-Truidense zakończyło sezon na 13. miejscu w tabeli. W sezonie 2016/2017 stał się podstawowym zawodnikiem swojego klubu. Rozegrał 37 spotkań, strzelając w nich 14 bramek. Sint-Truidense zajęło 12. pozycję w lidze. Dobry sezon zaowocował transferem do Anderlechtu. Już na początku seezonu, 22 lipca 2017, zdobył z nimi Superpuchar Belgii, pokonując w finale Zulte Waregem 2:1. Gorkens wszedł na boisko na ostatnie kilkanaście minut. W lidze w zespole Anderlechtu zagrał 34 razy, strzelając 2 bramki. Anderlecht został wicemistrzem kraju, plasując się za Club Brugge. W tym także sezonie Anderlecht grał w fazie grupowej Ligi Mistrzów. Jednak na 6 spotkań wygrali tylko jedno, resztę przegrywając, przez co odpadli już w tej fazie turnieju. Gerkens zagrał w 5 spotkaniach swojej drużyny.